# SWS Schulen für Wirtschaft und Sprachen
Die SWS Schulen für Wirtschaft und Sprachen ist eine Schweizer Privatschule mit Standorten in Winterthur und ab 2025 in Luzern, die sich auf Ausbildung und Weiterbildung in den Bereichen KV, Betriebswirtschaft, Management, Informatik, Medizin, Sprachen sowie Höhere Fachschulen spezialisiert. Ihr Bildungsangebot umfasst die KV-Berufslehre, das 10. Schuljahr sowie Kurse in Handel, Human Resources, Finanzen und HF-Studiengänge. Neben dem Präsenzunterricht bietet die SWS auch Fern- und Hybridunterricht an.

## Geschichte
Im Jahre 1979 wurde die SWS durch Jürg Schürmann als Bénédict Schule Winterthur gegründet. Ihren ersten Standort hatte die damalige Sprach- und Handelsschule am Bahnhofplatz 12. 1986 zog die Schule ins Gebäude an den Bahnhofplatz 3 um, in dem sich heute der Coop City befindet.
Im Jahre 2002 erhielt die SWS ein eduqua-Zertifikat. Im Jahre 2003 erteilte das MBA (Mittelschul- und Berufsschulamt des Kantons Zürich) der SWS den Status «Anerkannte private Berufsfachschule», was einer Gleichstellung mit den kantonalen kaufmännischen Berufsschulen entspricht. 2004 wurde die SWS um den Bereich Informatik erweitert. 2008 gründete die SWS den Fachbereich Medizin.
2006 eröffnete die Schule mit dem Standort Frauenfeld ihre erste Filiale in einer anderen Stadt. Im Januar 2008 folgte in Schaffhausen ein weiterer Standort. Während die Aussenfilialen bereits zu Beginn unter dem heutigen Namen betrieben wurden, folgte im November 2008 auch noch die Umbenennung der Benédictschule Winterthur zum heutigen Namen.
2013 verliess die Schule den Winterthurer Bahnhofplatz und zog in die Geschäftsliegenschaft Drehscheibe beim Technopark im Sulzer-Areal. Am 10. Oktober 2014 schloss sich die 1911 gegründete und ebenfalls in Winterthur beheimatete Schule für Handel und Wirtschaft (SHW) der SWS an.
Im Jahr 2025 wird Schule einen neuen Standort an der Zentralstrasse 5 in Luzern, direkt im Bahnhofsgebäude, eröffnen. Neben dem Präsenzunterricht werden weiterhin Fern- und Hybridunterricht für die gesamte Schweiz und deutschsprachige Länder angeboten.

## Lehrgänge

### KV-Schule
Die SWS KV-Schule bietet folgende kaufmännische Ausbildungen für Jugendliche an:
- Kaufmann / Kauffrau mit eidgenössischem Fähigkeitszeugnis Profil B und E
- 10. Schuljahr

### Handelsschule
In zwei aufeinander aufbauenden Lehrgängen bietet die SWS Handelsschule das schweizweit anerkannte VSH Diplom an (Verband Schweizerischer Handelsschulen). In einem ersten Schritt besucht man das Bürofachdiplom VSH. In einem zweiten Schritt erweitert man das dabei erlangte Basiswissen mit erweiterten kaufmännischen Kenntnissen und erlangt das Handelsdiplom VSH.

### Kaderschule
Die SWS Kaderschule bietet Lehrgänge im Bereich Management, Human Resources, Medizin, Informatik und Finanzen an.

### Sprachschule
Die SWS Sprachschule bietet Sprachkurse im Bereich Umgangs- und Fachsprachen an. In Zusammenarbeit mit der Stadt Winterthur und anderen Gemeinden bietet die SWS für Einbürgerungswillige den Deutschtest im Einbürgerungsverfahren sowie den Grundkenntnistest an.

### Höhere Fachschule
Im Jahre 2023 hat der Kanton Zürich und der Bund entschieden, die SWS als Höhere Fachschule (HF) zu akkreditieren. Der erste HF-Lehrgang, welcher die SWS in ihr Kursssortiment integrieren wird, ist der Dipl. Betriebswirtschafter/-in HF.

## Bekannte Absolventen
- Samir Leuppi, Schwinger und Mitglied des Schwingklubs Winterthur